# Півнячий гребінь
Півнячий гребінь (лат. crista galli) — верхня частина перпендикулярної пластини решітчастої кістки, що підіймається над дірчастою пластиною. Серп мозку, один з листків твердої мозкової оболони, прикріплюється до нього.
Нюхові цибулини нюхового нерва лежать по обох боках півнячого гребеня нагорі дірчастої пластини.